# II (album của Boyz II Men)
II là album phòng thu thứ hai của nhóm ca R&B người Mỹ Boyz II Men, phát hành ngày 30 tháng 8 năm 1994 bởi Motown Records. Album là sự kết hợp đa dạng giữa nhiều thể loại nhạc, như R&B, pop, soul, hip hop soul với sự tham gia sản xuất từ Dallas Austin, Babyface, The Characters, Jimmy Jam & Terry Lewis, Brian McKnight, L.A. Reid, Tony Rich và Tim Kelley & Bob Robinson. Một phiên bản tiếng Tây Ban Nha của album, II: Yo Te Voy a Amar, cũng được phát hành.
Theo nhà sản xuất Bob Robinson của bộ đôi Tim & Bob, ông và cộng sự Tim Kelley đã được Boyz II Men đề xuất để sản xuất phần lớn những bản thu âm cho II. Tuy nhiên, chủ tịch khi đó của Motown là Jheryl Busby đã không đồng tình với ý tưởng để hai nhà sản xuất vô danh chịu trách nhiệm thực hiện một album cho một nhóm nhạc đang là một trong những nghệ sĩ nổi tiếng nhất thế giới lúc bấy giờ. Sau đó, Busby đã mời Jimmy Jam & Terry Lewis và Babyface để viết những đĩa đơn hit tiềm năng cho album. Hơn 20 bài hát đã được sản xuất bởi Tim & Bob cho II, nhưng hầu hết trong số đó đã không được lựa chọn vào danh sách bài hát cuối cùng.
II đa phần nhận được những phản ứng tích cực từ các nhà phê bình âm nhạc, và ra mắt ở vị trí số một trên bảng xếp hạng Billboard 200 với 302.500 bản, trở thành album quán quân đầu tiên của Boyz II Men. Nó giữ vững ở vị trí này trong 5 tuần không liên tiếp và là album bán chạy thứ ba năm 1995 tại Hoa Kỳ. Trên trị thường quốc tế, album đứng đầu các bảng xếp hạng ở Pháp, New Zealand và lọt vào top 10 ở Úc, Canada, Hà Lan và Nhật Bản. II đã được chứng nhận 12 đĩa Bạch kim (tương đương với đĩa Kim Cương) bởi Hiệp hội Công nghiệp ghi âm Mỹ (RIAA), công nhận 12 triệu bản đã được tiêu thụ tại Hoa Kỳ, và trở thành album bán chạy nhất của Boyz II Men.
"I'll Make Love to You" được chọn làm đĩa đơn đầu tiên trích từ album, bất chấp sự phản đối từ nhóm - những người cho rằng có nhiều bài hát khác tiềm năng hơn để phát hành làm đĩa đơn. Trớ trêu thay, bài hát đã trở thành một trong những bản hit lớn nhất trong sự nghiệp của Boyz II Men. Nó giành 14 tuần ở vị trí quán quân trên bảng xếp hạng Billboard Hot 100, giúp họ trở thành nghệ sĩ đầu tiên có nhiều hơn một đĩa đơn đứng đầu trong hơn 10 tuần liên tiếp, bên cạnh "End of the Road" đứng đầu trong 13 tuần cũng như giúp nhóm cân bằng kỷ lục của "I Will Always Love You" của Whitney Houston về số tuần giữ vị trí số một lâu nhất của một bài hát, một kỷ lục mà họ nắm giữ trước đó với "End of the Road". Đĩa đơn tiếp theo, "On Bended Knee" thay thế vị trí quán quân của "I'll Make Love to You", tiếp tục thiết lập một kỷ lục khi Boyz II Men trở thành nghệ sĩ thứ ba (sau The Beatles và Elvis Presley) thay thế chính mình ở vị trí đầu bảng của Hot 100. Những đĩa đơn tiếp theo cũng gặt hái những thành công nhất định tại Hoa Kỳ, bao gồm "Water Runs Dry", đạt vị trí thứ 2 và "Thank You", đạt vị trí thứ 21.
Bản đọc "Khalil (xen kẽ)" là lời tri ân của nhóm đến người quản lý hành trình của họ, Khalil Roundtree, người đã bị bắn tại Chicago, Illinois trong khi  nhóm đang trình diễn mở màn cho chuyến lưu diễn Too Legit to Quit của MC Hammer. II trở thành album đầu tiên giành giải Grammy cho Album R&B hay nhất tại lễ trao giải thường niên lần thứ 37 năm 1995, trong khi "I'll Make Love to You" thắng giải Trình diễn song ca hoặc nhóm nhạc giọng R&B xuất sắc nhất.

## Danh sách bài hát
| STT | Nhan đề                 | Sáng tác                                                                          | Sản xuất                               | Thời lượng |
| --- | ----------------------- | --------------------------------------------------------------------------------- | -------------------------------------- | ---------- |
| 1.  | "Thank You"             | Michael S. McCary, Nathan Morris, Wanya Morris, Shawn Stockman, Dallas Austin     | Boyz II Men, Austin                    | 4:34       |
| 2.  | "All Around the World"  | James Harris III, Terry Lewis, McCary, N. Morris, W. Morris, Stockman, Daddy-O    | Jimmy Jam & Terry Lewis                | 4:56       |
| 3.  | "U Know"                | McCary, N. Morris, W. Morris, Stockman, Tim Kelley, Bob Robinson, Curtis Mayfield | Boyz II Men, Tim Kelley & Bob Robinson | 4:46       |
| 4.  | "Vibin'"                | McCary, N. Morris, W. Morris, Stockman, Kelley, Robinson                          | Tim Kelley & Bob Robinson              | 4:26       |
| 5.  | "I Sit Away"            | Tony Rich                                                                         | L.A. Reid, Rich                        | 4:34       |
| 6.  | "Jezzebel"              | W. Morris, Stockman, Troy Taylor, Charles Farrar                                  | The Characters                         | 6:06       |
| 7.  | "Khalil (xen kẽ)"       | N. Morris, Stockman                                                               | Tim Kelley & Bob Robinson              | 1:41       |
| 8.  | "Trying Times"          | W. Morris, Kelley, Robinson                                                       | W. Morris, Tim Kelley & Bob Robinson   | 5:23       |
| 9.  | "I'll Make Love to You" | Babyface                                                                          | Babyface                               | 4:07       |
| 10. | "On Bended Knee"        | Harris III, Lewis                                                                 | Jimmy Jam & Terry Lewis                | 5:29       |
| 11. | "50 Candles"            | Stockman, Kelley, Robinson                                                        | Stockman, Tim Kelley & Bob Robinson    | 5:06       |
| 12. | "Water Runs Dry"        | Babyface                                                                          | Babyface                               | 3:22       |
| 13. | "Yesterday"             | Paul McCartney, John Lennon                                                       | Boyz II Men                            | 3:07       |

| Phiên bản quốc tế (track bổ sung) | Phiên bản quốc tế (track bổ sung) | Phiên bản quốc tế (track bổ sung) | Phiên bản quốc tế (track bổ sung) | Phiên bản quốc tế (track bổ sung) |
| STT                               | Nhan đề                           | Sáng tác                          | Sản xuất                          | Thời lượng                        |
| --------------------------------- | --------------------------------- | --------------------------------- | --------------------------------- | --------------------------------- |
| 14.                               | "Falling"                         | Brian McKnight, Brandon Barnes    | McKnight                          | 4:09                              |

Chú ý
- "Thank You" bao gồm đoạn mẫu từ "La-Di-Da-Di", trình diễn bởi Doug E. Fresh, và được viết lời bởi Richard Walters và Douglas Davis.
- "All Around the World" bao gồm đoạn mẫu từ "Kid Capri" bởi Daddy-O.
- "U Know" bao gồm đoạn mẫu từ "Don't Change Your Love", trình diễn bởi The Five Stairsteps.
- "Jezzebel" bao gồm đoạn mẫu từ "Hootie Mack" bởi Bell Biv Devoe.

## Xếp hạng
| Bảng xếp hạng (1994)                     | Vị trí cao nhất |
| ---------------------------------------- | --------------- |
| Album Úc (ARIA)                          | 4               |
| Canada (RPM)                             | 3               |
| Album Hà Lan (Album Top 100)             | 7               |
| Châu Âu (Top 100)                        | 16              |
| Pháp (SNEP)                              | 1               |
| Đức (Offizielle Top 100)                 | 18              |
| Nhật Bản (Oricon)                        | 9               |
| Album New Zealand (RMNZ)                 | 1               |
| Tây Ban Nha (PROMUSICAE)                 | 13              |
| Album Thụy Điển (Sverigetopplistan)      | 20              |
| Album Thụy Sĩ (Schweizer Hitparade)      | 21              |
| Album Anh Quốc (OCC)                     | 17              |
| Album Anh Quốc R&B (OCC)                 | 6               |
| Album Hoa Kỳ Billboard 200               | 1               |
| Album Hoa Kỳ Top R&B/Hip-Hop (Billboard) | 1               |
| Zimbabwe                                 | 3               |

| Bảng xếp hạng (1990–1999) | Vị trí |
| ------------------------- | ------ |
| US Billboard 200          | 13     |

| Bảng xếp hạng (1994)                  | Vị trí |
| ------------------------------------- | ------ |
| Australian Albums (ARIA)              | 14     |
| Canadian Albums (RPM)                 | 18     |
| Dutch Albums (MegaCharts)             | 98     |
| French Albums (SNEP)                  | 27     |
| Japanese Albums (Oricon)              | 80     |
| New Zealand (Recorded Music NZ)       | 40     |
| US Billboard 200                      | 22     |
| US Top R&B/Hip-Hop Albums (Billboard) | 10     |
| Bảng xếp hạng (1995)                  | Vị trí |
| Australian Albums (ARIA)              | 37     |
| Canadian Albums (RPM)                 | 22     |
| French Albums (SNEP)                  | 15     |
| US Billboard 200                      | 3      |
| US Top R&B/Hip-Hop Albums (Billboard) | 4      |
| Bảng xếp hạng (1996)                  | Vị trí |
| US Billboard 200                      | 110    |

| Bảng xếp hạng    | Vị trí |
| ---------------- | ------ |
| US Billboard 200 | 61     |

## Chứng nhận
| Quốc gia                                                                           | Chứng nhận   | Số đơn vị/doanh số chứng nhận |
| ---------------------------------------------------------------------------------- | ------------ | ----------------------------- |
| Úc (ARIA)                                                                          | 2× Bạch kim  | 140.000^                      |
| Canada (Music Canada)                                                              | 5× Bạch kim  | 500.000^                      |
| Pháp (SNEP)                                                                        | Bạch kim     | 300.000*                      |
| Nhật Bản (RIAJ)                                                                    | Vàng         | 100.000^                      |
| New Zealand (RMNZ)                                                                 | Bạch kim     | 15.000^                       |
| Tây Ban Nha (PROMUSICAE)                                                           | Vàng         | 50.000^                       |
| Anh Quốc (BPI)                                                                     | Vàng         | 100.000^                      |
| Hoa Kỳ (RIAA)                                                                      | 12× Bạch kim | 12.000.000^                   |
| Tổng hợp                                                                           |              |                               |
| Châu Âu (IFPI)                                                                     | Bạch kim     | 1.000.000*                    |
| * Chứng nhận dựa theo doanh số tiêu thụ. ^ Chứng nhận dựa theo doanh số nhập hàng. |              |                               |

## Lịch sử phát hành
| Nước           | Ngày                | Hãng đĩa       | Định dạng    |
| -------------- | ------------------- | -------------- | ------------ |
| Hoa Kỳ         | 30 tháng 8 năm 1994 | Motown Records | Cassette, CD |
| Vương quốc Anh | 12 tháng 9 năm 1994 | Motown Records | Cassette, CD |

Cần nói thêm, album II của Boyz II Men được phát hành tại Việt Nam năm 1997, dưới sự phối hợp của Saigon Audio-CD (Hãng phim Bông Sen) và hãng đĩa Polydor/PolyGram. Việc thực hiện sản xuất và in ấn được thực hiện ở nước ngoài. Không có số liệu phát hành cũng như doanh số tiêu thụ, nhưng có lẽ là số lượng không đáng kể.